# Průvodce (publikace)

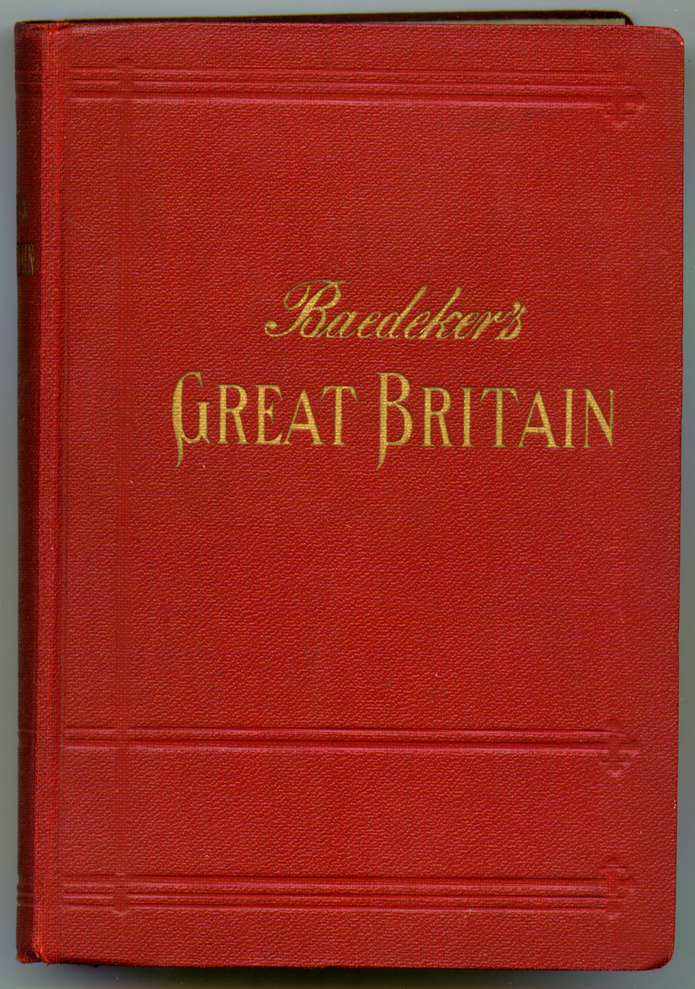
Přední strana desek průvodce „Velká Británie“ proslulého německého nakladatelství Baedeker z roku 1937.

Průvodce je obvykle tištěná publikace, která popisuje oblast a zajímavá místa, doporučuje trasy, často je spojena s mapou nebo se společně s ní používá. Obvykle bývá k prodeji nebo zdarma v turistických centrech.
Zejména dříve se jako synonymum pro průvodce často používalo slovo bedekr odvozené od německého nakladatelství Baedeker významného svými průvodci.